# Temeshidegkút község
Temeshidegkút község (románul: Comuna Zăbrani) község Arad megyében, Romániában. Központja Temeshidegkút, beosztott falvai Lippakeszi, Temesújfalu.

## Népessége
A 2011-es népszámlálás adatai alapján a község népessége 4251 fő volt.